# Limonit
Limonit là một loại quặng sắt, là hỗn hợp của các sắt(III) oxit-hydroxide ngậm nước với thành phần biến động. Công thức chung thường được viết là FeO(OH)·nH2O, mặc dù điều này không hoàn toàn chính xác do tỷ lệ của oxit so với hydroxide có thể biến động khá mạnh. Limonit là một trong ba loại quặng sắt chính, với hai loại quặng kia là hematit và magnetit, và nó đã được khai thác để sản xuất sắt thép ít nhất là từ khoảng năm 2500 TCN.

## Tên gọi
Limonit được đặt tên theo từ trong tiếng Hy Lạp λειμών (/leː.mɔ̌ːn/) nghĩa là "bãi cỏ ẩm", hoặc λίμνη (/lím.nɛː/) nghĩa là "hồ lầy lội" để chỉ tới sự xuất hiện của nó như là quặng sắt đầm lầy trong các bãi cỏ và đầm lầy. Ở dạng màu nâu đôi khi nó được gọi là hematit nâu hay quặng sắt nâu. Ở dạng màu vàng tươi đôi khi nó được gọi là đá vàng chanh hay quặng sắt vàng.

## Đặc trưng
Nó có độ cứng Mohs biến động nhưng nói chung trong khoảng 4-5,5 và tỷ trọng 2,7- 4,3. Màu từ vàng chanh tới nâu xám, nâu thẫm, vết vạch trên tấm sứ không tráng men luôn là màu nâu, một đặc trưng giúp phân biệt nó với hematit có vết vạch màu đỏ, hoặc với magnetit với vết vạch màu đen.
Mặc dù nguyên được định nghĩa như là một khoáng vật, nhưng hiện nay người ta công nhận limonit như là hỗn hợp của các khoáng vật sắt oxit ngậm nước có liên quan, trong số đó có goethit, akaganeit, lepidocrocit và jarosit. Các khoáng vật riêng rẽ trong limonit có thể tạo ra các tinh thể, nhưng bản thân limonit thì không, mặc dù các mẫu vật có thể thể hiện cấu trúc dạng sợi hay vi tinh thể, và limonit thường xuất hiện dưới dạng kết khối hoặc các khối đặc chắc dạng đất; đôi khi ở các dạng như gò, chùm nho, thận hay thạch nhũ. Do bản chất vô định hình của nó, và sự xuất hiện trong các khu vực ngậm nước nên limonit thường xuất hiện như là đất sét hay đá bột. Tuy nhiên, vẫn có các giả hình limonit phỏng theo các khoáng vật khác, như pyrit. Điều này có nghĩa là phong hóa hóa học biến đổi các tinh thể pyrit thành limonit bằng ngậm nước các phân tử, nhưng hình dạng ngoài của tinh thể pyrit vẫn được giữ nguyên. Các giả hình limonit cũng được hình thành từ các oxit sắt khác như hematit và magnetit; từ khoáng vật cacbonat là siderit và từ các silicat giàu sắt như granat almandin.

## Hình thành
Limonit thường hình thành từ hydrat hóa đối với hematit và magnetit, từ oxy hóa và hydrat hóa các khoáng vật sulfide giàu sắt, và từ phong hóa hóa học các khoáng vật giàu sắt khác như olivin, pyroxen, amphibol và biotit. Nó thường là thành phần chính chứa sắt trong các loại đất laterit. Nó thường lắng đọng từ các dòng nước thải ra từ hoạt động khai khoáng.

## Sử dụng
Một trong những công dụng đầu tiên của limonit là làm chất màu. Dạng màu vàng dùng trong sản xuất đất son mà Cyprus từng nổi tiếng, trong khi các dạng sẫm màu hơn sản xuất sắc thái giống đất hơn. Thiêu kết limonit thay đổi nó một phần thành hematit, tạo ra hồng thổ, phẩm nâu đen cháy và đất sienna cháy.
Quặng sắt đầm lầy và đá bột limonit được khai thác làm nguồn quặng sắt, mặc dù khai thác quy mô thương mại đã suy giảm ở nhiều nơi.